# 祝町 (栃木市)
祝町（いわいちょう）は、栃木県栃木市の町名。郵便番号は328-0052。 
　

## 地理
栃木市の中央部、中心市街地の西部に位置する。
隣接する町名
- 東 - 入舟町
- 西 - 薗部町
- 南 - 湊町、富士見町
- 北 - 柳橋町

河川
- 県庁堀川

## 世帯数と人口
2017年（平成29年）8月31日現在の世帯数と人口は以下の通りである。
| 町丁 | 世帯数  | 人口  |
| ---- | ------- | ----- |
| 祝町 | 329世帯 | 747人 |

## 学区
市立小・中学校に通う場合、学区は以下の通りとなる。
| 番地 | 小学校                 | 中学校               |
| ---- | ---------------------- | -------------------- |
| 全域 | 栃木市立栃木中央小学校 | 栃木市立栃木西中学校 |

## 交通

### バス
関東自動車
- 國學院線 : 第一小学校前 - 下都賀病院前

ふれあいバス
- 寺尾線 : ヨークベニマル - 下都賀病院前
- 部屋線 : ヨークベニマル - 下都賀病院前
- 市街地循環線 : ヨークベニマル - 下都賀病院前

### 道路
- 栃木県道75号栃木佐野線（皆川街道）
- 栃木県道269号太平山公園線（女子高通り）

## 施設
教育
- 栃木県県南高等看護専門学院臨床教室

医療
- 中野病院

商業
- ヨークタウン栃木祝町
  - ヨークベニマル栃木祝町店
  - カワチ薬品祝町店
- セブンイレブン栃木蔵の街店